# Виктор Ерофеев
Виктор Владимирович Ерофеев (на руски: Ви́ктор Влади́мирович Ерофе́ев) е съвременен руски писател, литературовед, радио- и телевизионен водещ.

## Биография
Виктор Ерофеев е роден на 19 септември 1947 г. в Москва. Син е на съветския дипломат Владимир Ерофеев. Част от детството си, между 1955 и 1959 г., прекарва с родителите си в Париж, където баща му работи в посолството на СССР.
През 1970 г. завършва филологическия факултет на Московския държавен университет, а през 1973 г. – аспирантура в Института за световна литература. През 1975 г. защитава дисертация на тема „Достоевски и френският екзистенциализъм“.
Прочува се след публикацията на своето есе върху творчеството на Маркиз дьо Сад в списание „Вопросы литературы“ (1973).
През 1979 г. е изключен от Съюза на писателите заради организирането на самиздатския алманах „Метрополь“.
През 1982 г. заедно с Владимир Сорокин и Дмитрий Пригов създава литературната група ЕПС (Ерофеев-Пригов-Сорокин).
По разказа на Виктор Ерофеев „Живот с идиот“ композиторът Алфред Шнитке пише опера, премиерата на която се състои в Амстердам през 1992 г. През 1993 г. по същия разказ е заснет едноименен филм (режисьор Александър Рогожкин).
Виктор Ерофеев е член на Руския ПЕН център. Лауреат на наградата на името на Владимир Набоков (1992), кавалер на френските Орден на изкуствата и литературата (2006) и Орден на почетния легион (2013).
Виктор Ерофеев е главен редактор на изданието The Penguin Book of New Russian Writing.
От февруари 1998 до август 2011 г. е автор и водещ на телевизионното предаване „Апокриф“ (ТВ канал „Культура“).
От януари 2003 до май 2011 г. е водещ на предаването „Eнциклопедия на руската душа“ по Радио „Свобода“.
През 2008 г. участва в реалити шоуто „Последният герой“ (руският аналог на американското реалити „Survivor“). Отказва да скочи в морето от борда на корабче и със скандал бива изключен още на първия ден.
През януари 2014 г. участва в издание на предаването „Дилетанти“ по ТВ канала „Дождь“, където изказва мнението, че е трябвало Ленинград да бъде оставен на армията на Третия райх, за да бъде спасен животът на повече негови жители.
От 2022 г. Ерофеев живее в Берлин. В едно интервю той казва: „Във всеки случай Европа не е емиграция за мен. Просто се отдалечих от цялата тази трагедия, за да я разбера по-добре“.